# Agenarich
Agenarich (německy: Agenarich; latinsky: Agenarichus), také zvaný Serapio, byl ve 4. stoletím alamanský princ. Agenarich byl synem drobného krále Medericha a synovcem dalšího drobného krále Chnodomara. V roce 357, spolu se svým strýcem, velel alamanské armádě v bitvě u Štrasburku, ve které byli Alamani poraženi Julianem.